# Aylostera fiebrigii
Aylostera fiebrigii es una especie de planta suculenta perteneciente al género Aylostera, dentro de la familia Cactaceae. Se distribuye entre el noroeste de Argentina y Bolivia y anteriormente se le conocía como Rebutia fiebrigii.

## Descripción

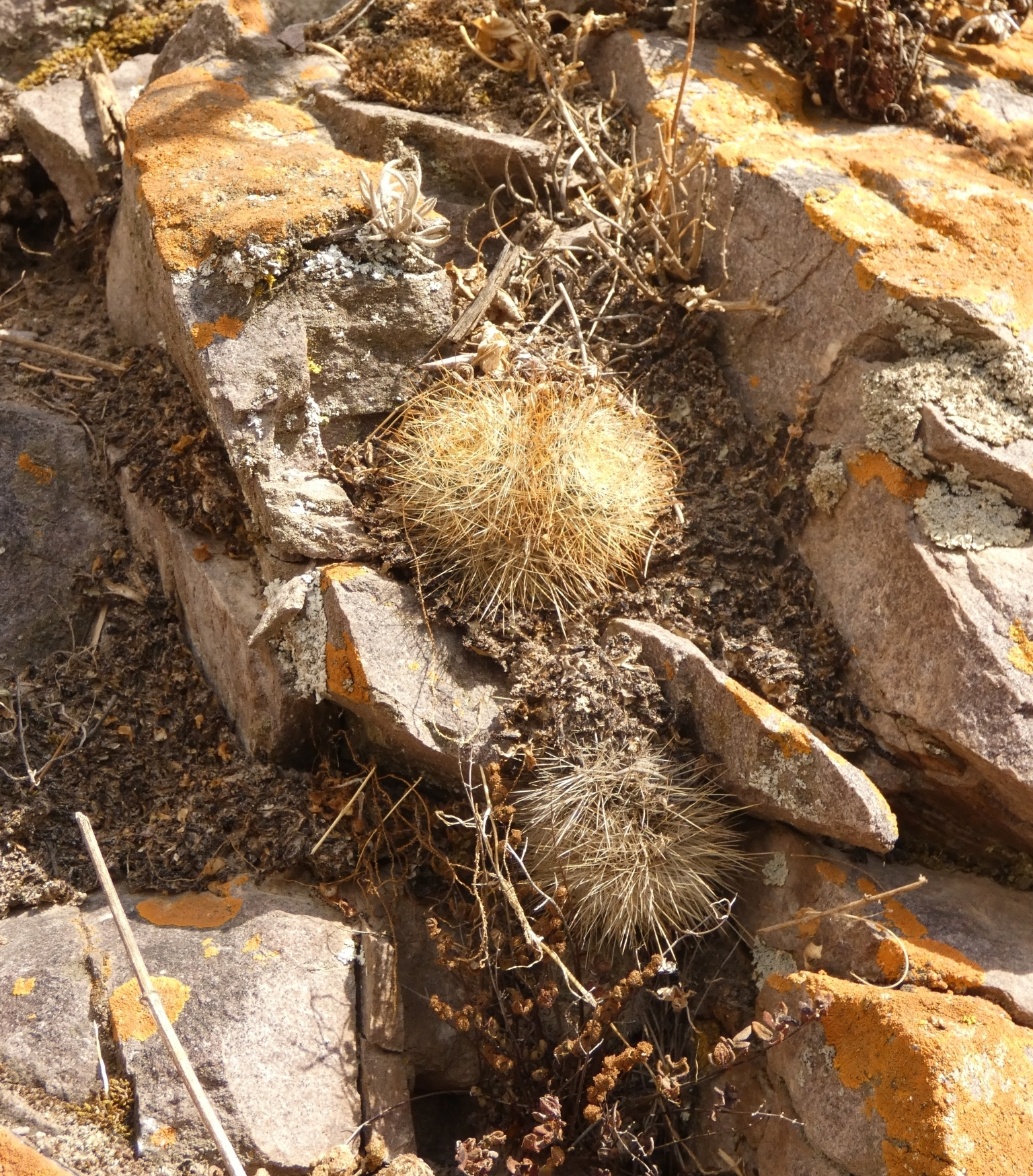
Planta en su hábitat

Aylostera fiebrigii es una especie de cactus pequeño que crece normalmente de forma solitaria. Tiene tallos que van de esféricos a cilíndricos, de color verde brillante. Pueden alcanzar alturas de hasta 6 cm y tienen raíces fibrosas.
Presenta aproximadamente 18 costillas divididas en tubérculos. Las areolas son elípticas y de color blanco. Tienen aproximadamente unas 30 a 50 espinas, de color blanco a marrón claro u ocasionalmente amarillento. Apenas se pueden distinguir entre espinas centrales y periféricas. Tienen forma de cerdas, aunque algunas de ellas pueden ser algo más robustas, protuberantes, con forma de aguja y de hasta 2 cm de largo.
Las flores son de color amarillo a naranja. Aparecen en la mitad inferior del cuerpo y miden hasta 3,5 cm de largo. Los frutos son pequeños y de color más o menos violeta.

## Distribución y hábitat
El área de distribución nativa de esta especie va desde Bolivia al noroeste de Argentina y crece principalmente en biomas desérticos o de matorrales secos.

## Taxonomía
La primera descripción de esta especie fue como Echinocactus fiebrigii, publicada en 1905 por el botánico alemán Robert Louis August Maximilian Gürke en la revista científica Notizblatt des Königlichen botanischen Gartens und Museums zu Berlin 4: 183.
Más tarde, el botánico alemán Curt Backeberg trasladó la especie al género Aylostera, por lo que pasó a llamarse Aylostera fiebrigii. Registró estos cambios en el libro Kaktus-ABC: 274, publicado en 1936.

Etimología
- Aylostera: nombre genérico formado a partir de las palabras griegas aulos, transliterado irregularmente como aylos, (que significa 'tubo') y stereos (que significa 'sólido'), en alusión al tubo floral sólido que poseen.[3]
- fiebrigii: epíteto específico otorgado en honor al biólogo alemán y director del Museo y Jardín Botánico de Asunción, Karl Fiebrig.[4]

Sinonimia
- Aylostera albiareolata (F.Ritter) Mosti & Papini, 2011
- Aylostera albipilosa (F. Ritter) Backeb., 1963
- Aylostera buiningiana (Rausch) Mosti & Papini, 2011
- Aylostera cajasensis (F.Ritter) Mosti & Papini, 2011
- Aylostera cintiensis (F.Ritter) Mosti & Papini, 2011
- Aylostera donaldiana (A.BLau & G.D.Rowley) Mosti & Papini, 2011
- Aylostera jujuyana (Rausch) Mosti & Papini, 2011
- Aylostera kieslingii (Rausch) Mosti & Papini, 2011
- Aylostera nitida (F.Ritter) Mosti & Papini, 2011
- Aylostera nogalesensis (F.Ritter) Mosti & Papini, 2011
- Aylostera pulchella (Rausch) Mosti & Papini, 2011
- Aylostera robustispina (F.Ritter) Mosti & Papini, 2011
- Aylostera tamboensis (F.Ritter) Mosti & Papini, 2011
- Aylostera vallegrandensis (Cárdenas) Mosti & Papini, 2011
- Aylostera walteri (Diers) Mosti & Papini, 2011
- Echinocactus fiebrigii Gürke, 1905 (basónimo)
- Mediolobivia ithyacantha Cárdenas, 1970
- Rebutia albiareolata F.Ritter, 1977
- Rebutia albipilosa F.Ritter, 1963
- Rebutia buiningiana Rausch, 1972
- Rebutia cajasensis F.Ritter, 1977
- Rebutia cintiensis F.Ritter, 1977
- Rebutia donaldiana A.BLau y G.D.Rowley, 1974
- Rebutia fiebrigii (Gürke) Britton & Rose, 1916
- Rebutia fiebrigii f. densiseta Cullmann, 1957
- Rebutia fiebrigii var. densiseta (Cullmann) Oeser, 1976
- Rebutia fiebrigii var. vulpes F.Ritter, 1980
- Rebutia ithyacantha (Cárdenas) Diers, 1973
- Rebutia jujuyana Rausch, 1973
- Rebutia kieslingii Rausch, 1977
- Rebutia nitida F.Ritter, 1978
- Rebutia nogalesensis F.Ritter, 1977
- Rebutia pulchella Rausch, 1972
- Rebutia robustispina F.Ritter, 1977
- Rebutia tamboensis F. Ritter, 1977
- Rebutia vallegrandensis Cárdenas, 1970
- Rebutia walteri Diers, 1989

## Estado de conservación
En la Lista Roja de Especies Amenazadas de la UICN, la especie está clasificada como de “Preocupación Menor (LC)”.

## Usos
Se cultiva principalmente como planta ornamental y su propagación se realiza normalmente a través de hijuelos o semillas.

## Galería

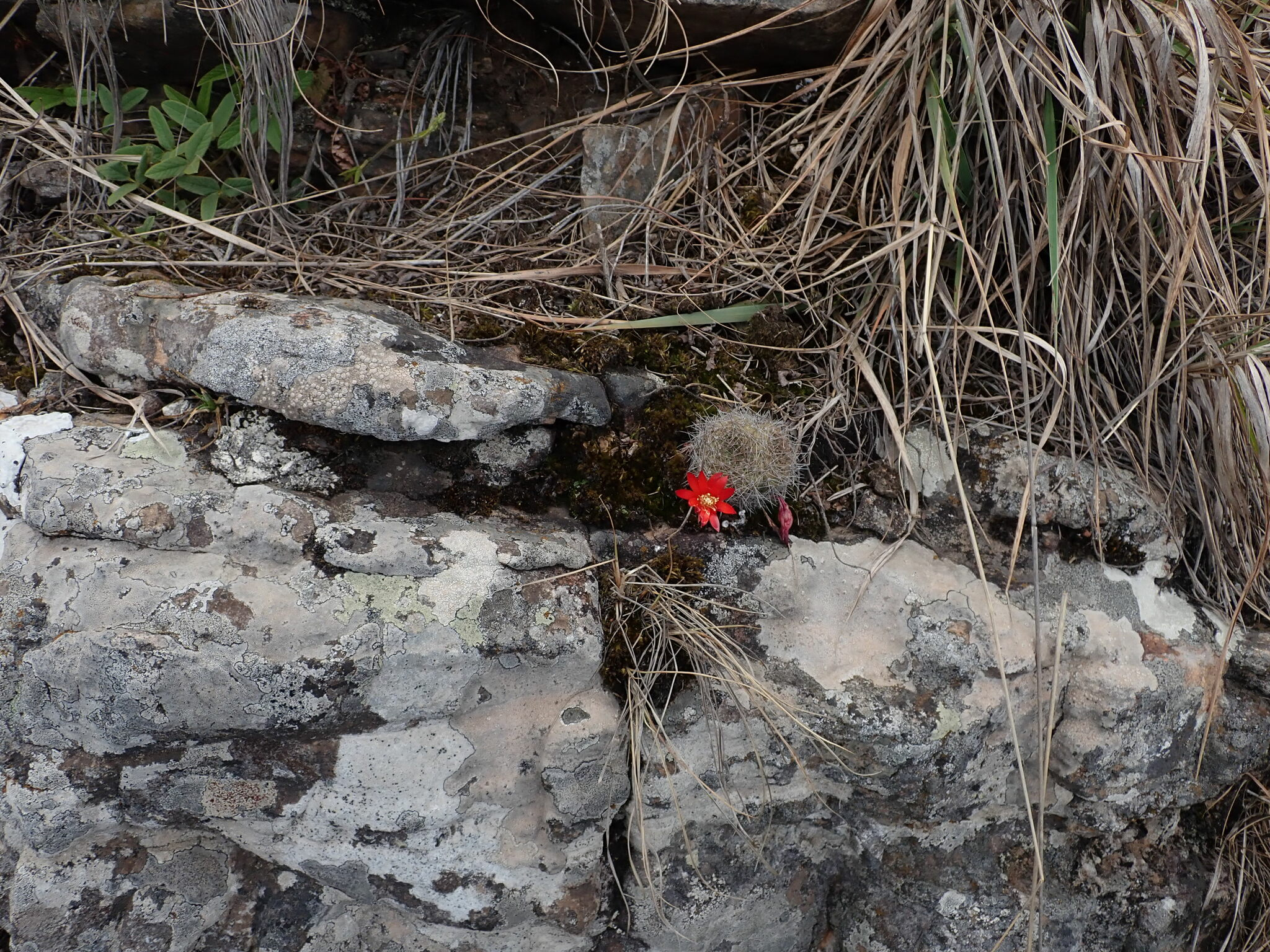
Planta creciendo entre piedras
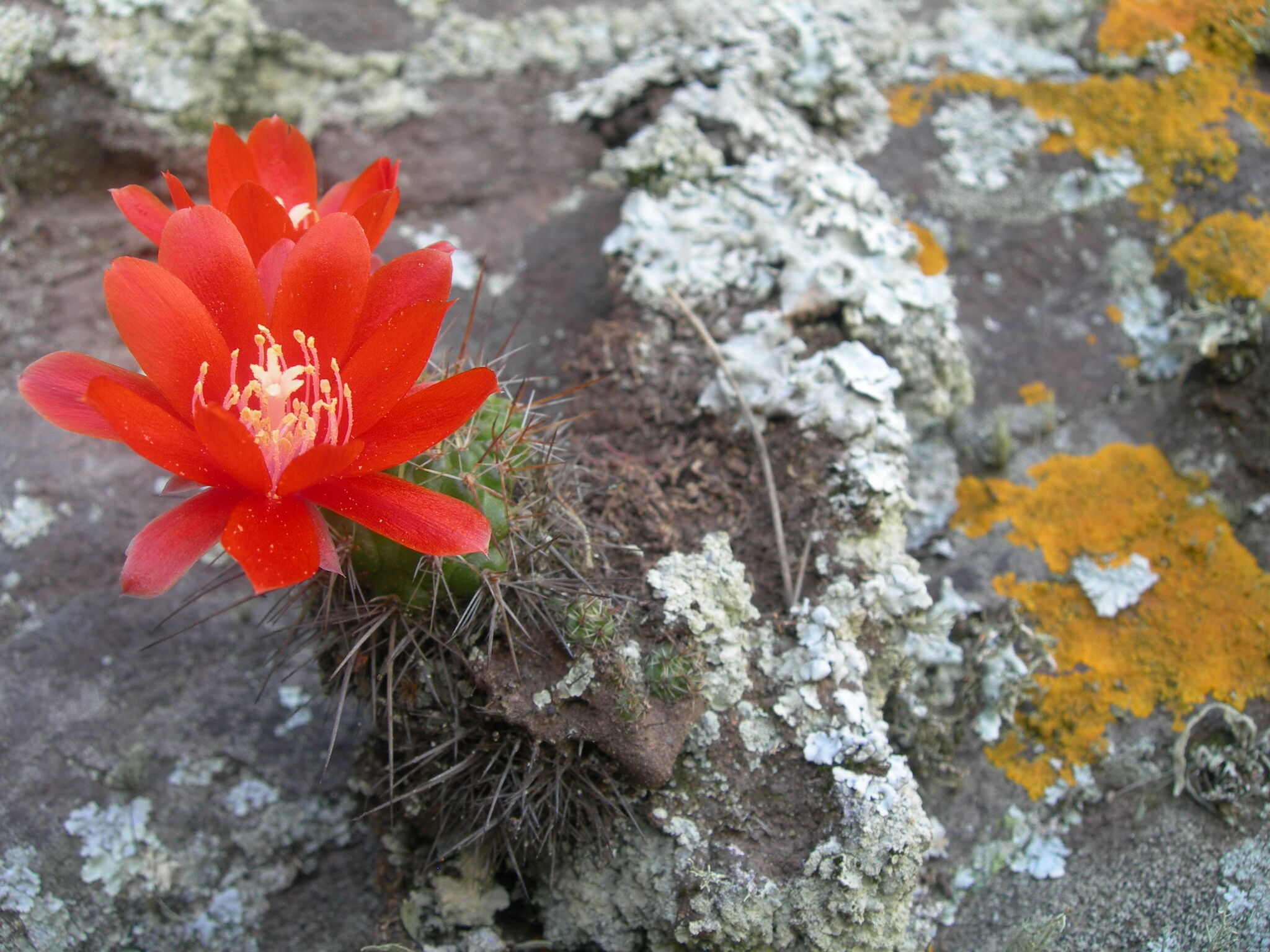
Detalle de la flor
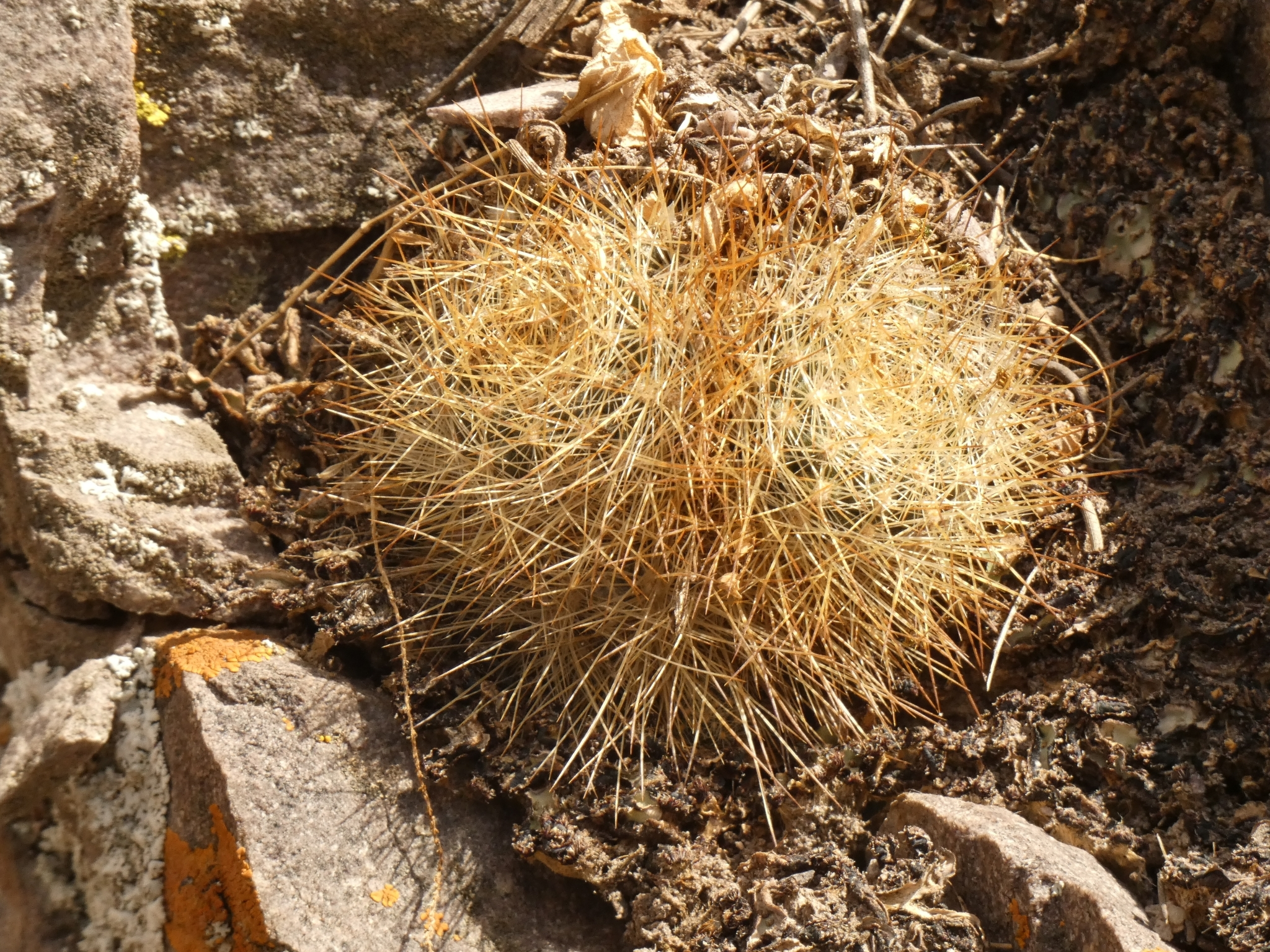
Porte de la planta
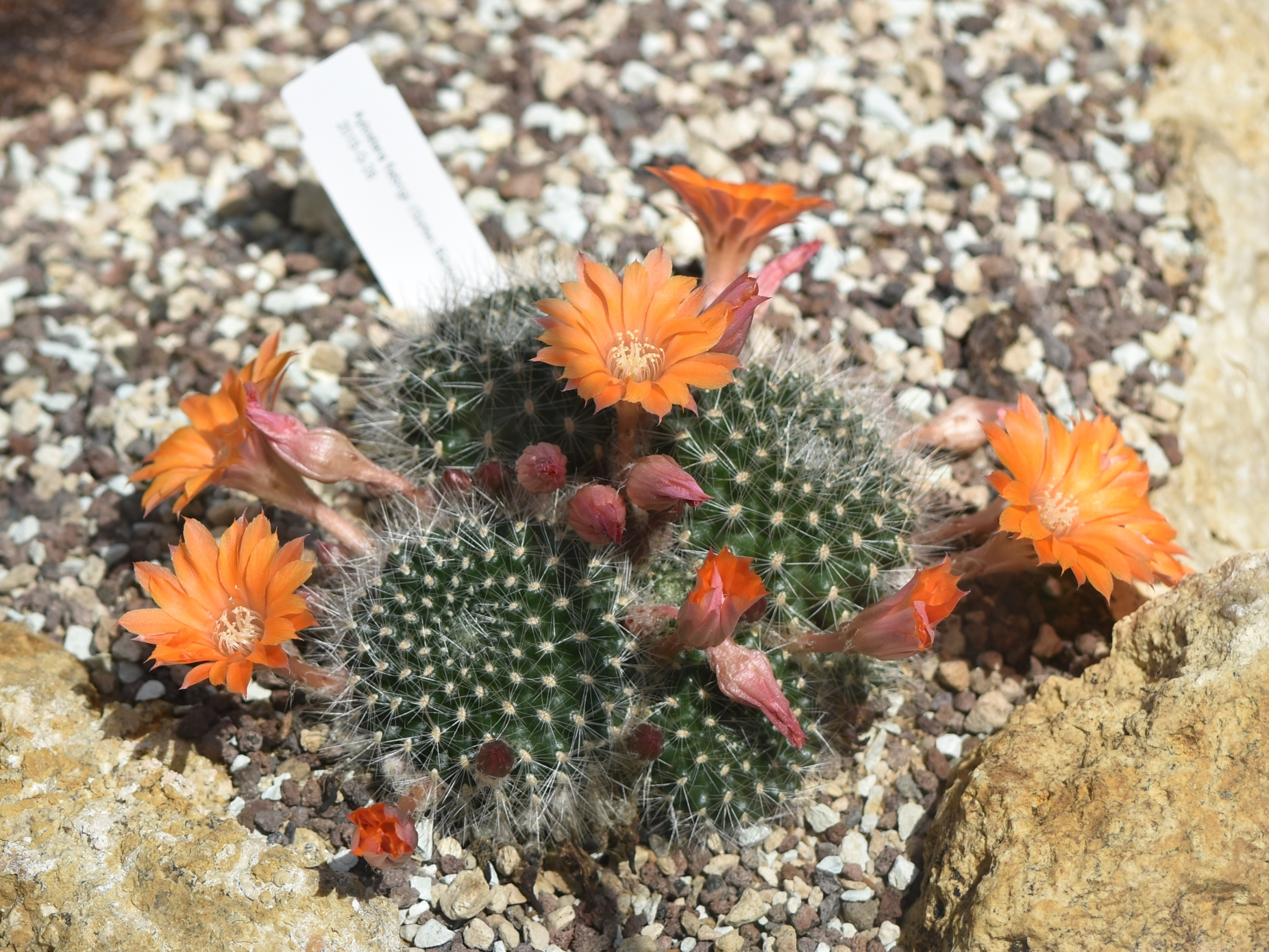
Planta en floración
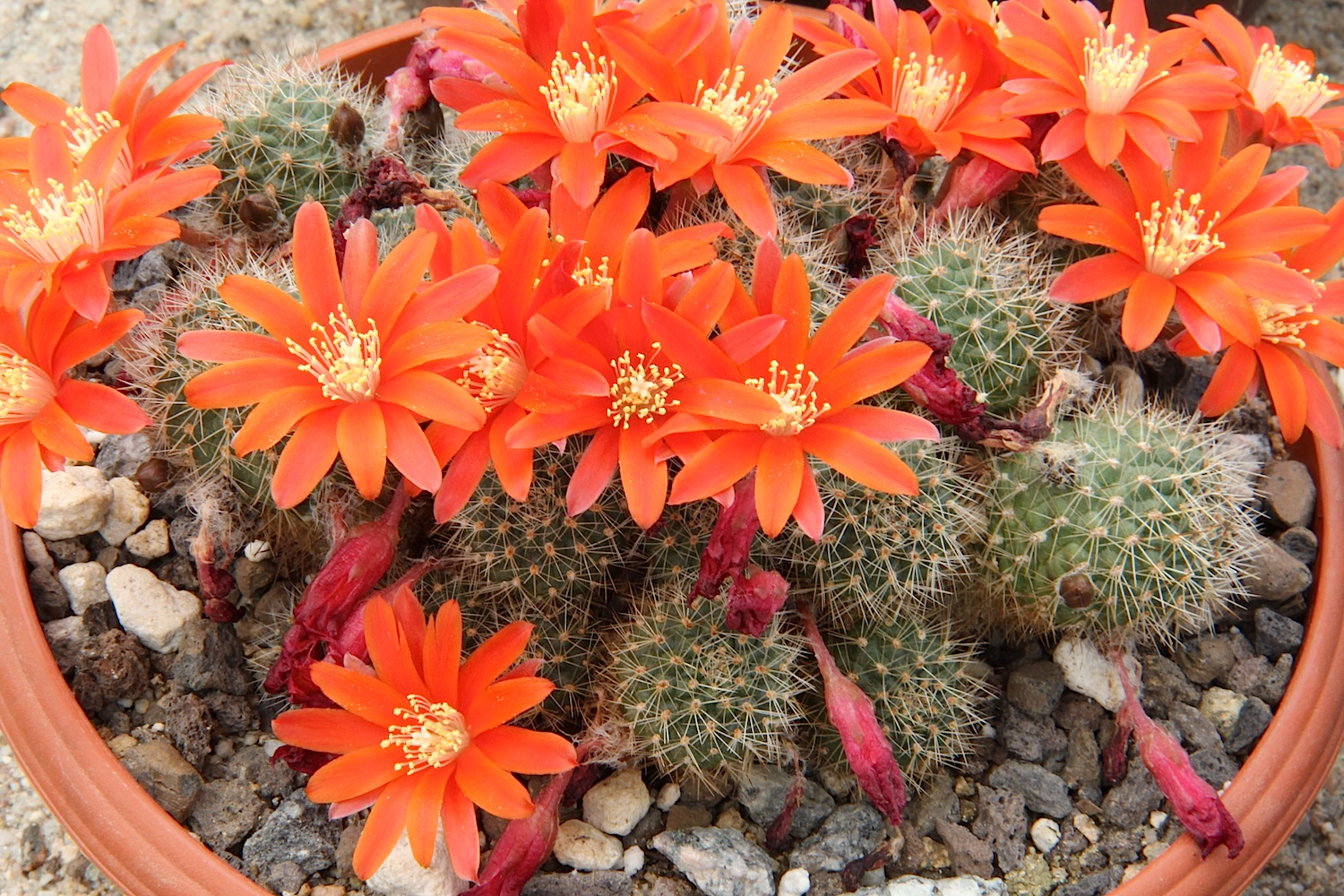
Cultivo en maceta